# 13349 Yarotsky
13349 Yarotsky è un asteroide della fascia principale. Scoperto nel 1998, presenta un'orbita caratterizzata da un semiasse maggiore pari a 2,7462751 au e da un'eccentricità di 0,0391095, inclinata di 4,69083° rispetto all'eclittica.